# نادي إيبيتانغا
نادي إيبيتانغا (بالإسبانية: Esporte Clube Ipitanga da Bahia)‏ نادي كرة قدم برازيلي . تم تأسيس النادي في سنة 2003.